# Rikard Sterner
Karl Rikard Sterner, född den 12 december 1891 i Gärdslösa församling, Kalmar län, död den 15 juni 1956 (omkommen i en trafikolycka utanför Borgholm på Öland, bosatt i Göteborg), var en svensk botaniker. Auktorsnamnet Sterner kan användas för Rikard Sterner i samband med ett vetenskapligt namn inom botaniken; se Wikipediaartiklar som länkar till auktorsnamnet.
Sterner avlade filosofisk ämbetsexamen vid Uppsala universitet 1915 och filosofie licentiatexamen 1921. Han promoverades till filosofie doktor 1923. Sterner blev lektor i kemi och biologi vid läroverket i Vänersborg 1925 och vid Vasa högre allmänna läroverk i Göteborg 1929. Vid sidan av sin tjänst där var han även timlärare vid Göteborgs gymnasium för flickor från 1940. Sterner invaldes som ledamot av Vetenskaps- och Vitterhetssamhället i Göteborg 1951. 
Sterner var son till prosten August Sterner och Hildegard Andersson. Han gifte sig 1931 med Gertrud Berger, dotter till prosten Carl Johan Berger och Anna Lagström.